# Le Naturaliste canadien
Le Naturaliste Canadien est une revue de diffusion des connaissances avec comité de lecture (révision par les pairs) en sciences naturelles et en environnement publiant, en français, des articles sur des sujets nord-américains. Elle est publiée par la Société Provancher et diffusée sur le portail Érudit.

## Historique
Cette revue scientifique a été fondée par l'abbé Léon Provancher en 1868, ce qui en fait « la plus ancienne revue scientifique francophone en Amérique du Nord,,, ». La revue cesse d'être publiée pendant un peu plus de deux ans à la suite du décès de Provancher en 1892. En 1894, elle reprend vie sous la responsabilité de Victor-Alphonse Huard jusqu'au décès de celui-ci en 1929. À partir de cette date jusqu'en 1993, la publication du Naturaliste Canadien est assurée par l'Université Laval.  La revue devient ensuite la publication officielle de la Société Provancher en 1994. Pour en savoir davantage sur l’histoire de la revue, consultez les articles « La course à relais du Naturaliste canadien » (Le Naturaliste canadien, vol. 125(2), été 2001) de Jean-Marie Perron et « Le Naturaliste canadien et l’essor des sciences au Canada à l’époque victorienne » de Pierre-Luc Beauchamp et Yves Gingras (Le Naturaliste canadien, vol. 142(3) :5-9, automne 2018). La revue a été diffusée en édition papier jusqu’en 2019. De 2012 à 2019, Le Naturaliste canadien a été produit à la fois en format électronique et en version imprimée. Depuis 2020, la revue est diffusée uniquement en version numérique. 
En janvier 2024, la rédactrice en chef Denise Tousignant a accordé une entrevue à l’émission Futur Simple sur CKRL, intitulée Le Naturaliste Canadien : 150 ans de science en français, portant sur l’histoire et l’apport de la revue. 

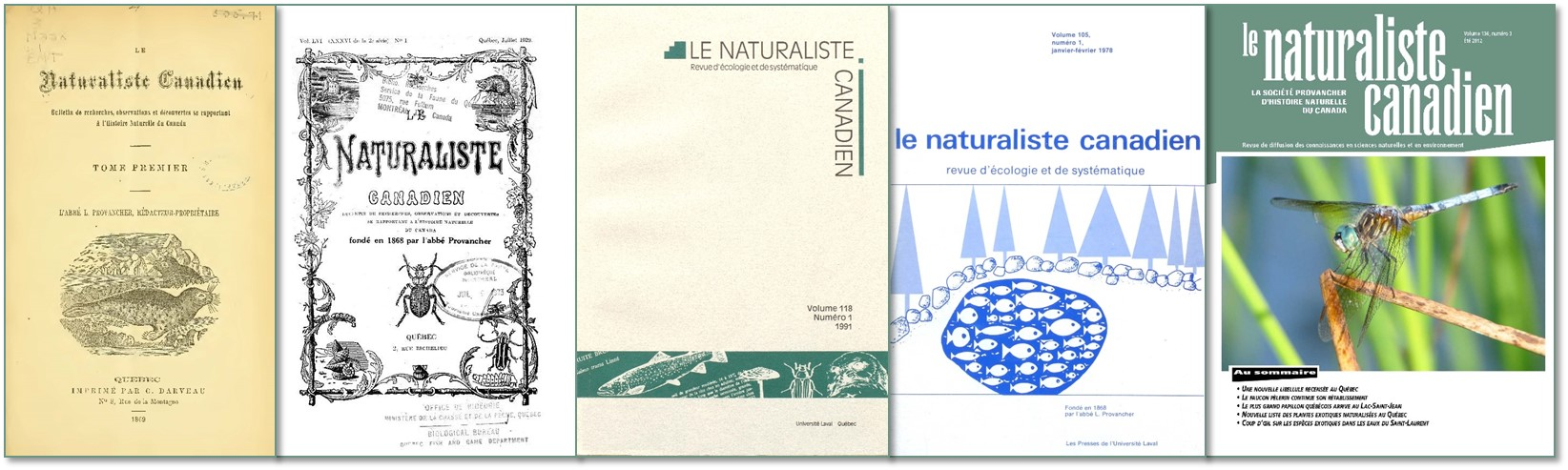
Évolution des couvertures du Naturaliste Canadien au fil du temps

## Contenu
Le Naturaliste canadien publie des résultats originaux de recherches dans le domaine des sciences naturelles réalisées au Québec et parfois ailleurs en Amérique du Nord. Les articles sont rédigés en français et accompagnés d’un titre et d'un résumé en anglais. Le choix de la langue de publication est motivé par la volonté de remplir sa mission de diffusion des connaissances en sciences naturelles en français et de rejoindre un lectorat à l’est du Canada. Les principales disciplines traitées sont la botanique, la conservation, l’entomologie, la géographie/géomorphologie, l’herpétologie, la mammalogie, les milieux aquatiques, l’ornithologie, les sciences de la mer et les sciences forestières. Les articles sont principalement rédigés par des auteurs des milieux universitaires, gouvernementaux, et d’organismes à but non lucratif. Grâce à son caractère multidisciplinaire, Le Naturaliste canadien constitue une vitrine en sciences naturelles au Québec et contribue à leur rayonnement dans le monde. La revue publie également des hommages, des chroniques sur l’histoire, des recensions de livres, etc.

## Rayonnement
Plusieurs études soulignent les limites du facteur d’impact comme unique indicateur d’évaluation des revues scientifiques, notamment concernant la portée réelle des publications. D’autres critères sont à considérer, comme le lectorat ciblé, le nombre de téléchargements et la politique de diffusion. D'autres études indiquent que, dans certains contextes, les revues nationales peuvent être autant, voire davantage consultées que les revues internationales. 
L’analyse menée en 2013 à l’Université de Montréal indique que les revues francophones diffusées sur la plateforme Érudit sont, en moyenne, autant voire davantage consultées que celles de plusieurs grands éditeurs internationaux. 
Depuis 2021, plus de quinze articles publiés dans Le Naturaliste Canadien ont été lauréats du prix Publication en français Gisèle-Lamoureux décerné par le Fond de Recherche du Québec (FRQ), de sorte que cette revue est la plus souvent primée dans le cadre de ce prix.  
Plusieurs articles suscitent également un intérêt durable. Par exemple, celui de Sylvain Archambault et Jean-Patrick Toussaint, sur les hydrocarbures dans le golfe du Saint-Laurent, a été téléchargé plus de 3 000 fois par an depuis sa publication en 2016, pour un total de 12 900 fois en date du 31 décembre 2024. Ces nombres sont considérablement plus élevés que les moyennes par revue présentées dans le tableau montré dans l'article. 

## Fréquentation
Depuis que la revue est diffusée en ligne sur Érudit (2012), le lectorat de la revue est en constante hausse. Les statistiques de consultation du site Érudit montrent qu'en 2024 par exemple, la page Le Naturaliste canadien a reçu 89 647 visites (38 129 visiteurs uniques), que 161 151 pages ont été vues et que 65 812 fichiers PDF ont été téléchargés.

## Parution
La revue paraît à raison de deux numéros par année, chacun de ceux-ci diffusé en 2 à 3 tranches. On trouve aussi sur le site de diffusion de l’information au sujet de la revue : présentation générale, historique, politique éditoriale, directives aux auteurs, comité de rédaction, etc. Les articles sont indexés dans plusieurs répertoires du domaine des sciences naturelles, notamment Academic Search (EBSCO) et Google Scholar. Le sommaire de chaque numéro est disponible sur le site d’Érudit et les articles datant de plus d’un an sont disponibles gratuitement en intégralité aux formats HTML (sur Érudit) et PDF (sur le site de la Société Provancher). Le contenu de moins d’un an est réservé aux membres de la Société Provancher et aux abonné·e·s institutionnel·le·s.

## Archives
Les articles publiés depuis 2012 sont indexés par Érudit, qui fournit un moteur de recherche et un index des auteurs. De plus, l’intégralité des anciens numéros de la revue est disponible gratuitement en format PDF sur le site web de la Société Provancher. Un champ de recherche par mot-clé a été mis en place pour faciliter une recherche d’articles ou des termes à l’intérieur de ce site web, incluant l’ensemble des numéros du Naturaliste canadien. 

## Hommages
La rue du Naturaliste a été nommée en l'honneur de la revue, en 1984, dans l'ancienne ville de Cap-Rouge, maintenant fusionnée à la ville de Québec.